# Lekkoatletyka na Letnich Igrzyskach Olimpijskich 1936 – chód na 50 km mężczyzn

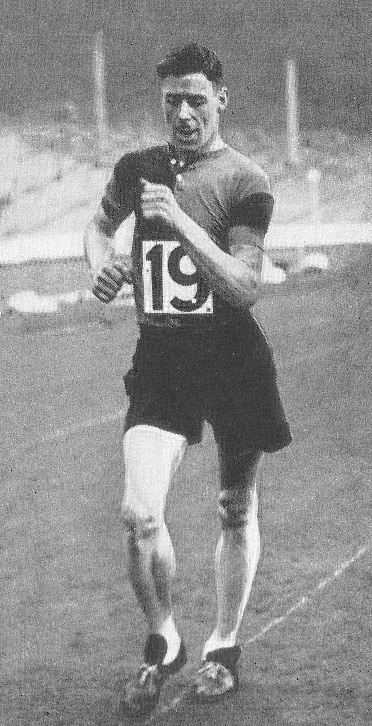
Harold Whitlock

Chód na 50 kilometrów mężczyzn był jedną z konkurencji rozgrywanych podczas XI Letnich Igrzysk Olimpijskich. Został rozegrany 5 sierpnia 1936 roku. Start i meta znajdowały się na Stadionie Olimpijskim w Berlinie. Wystartowało 33 zawodników z 16 krajów.

## Rekordy
|                   | Zawodnik    | Wynik   | Miejsce     | Data                 |
| ----------------- | ----------- | ------- | ----------- | -------------------- |
| Rekord świata     | Edgar Bruun | 4:26:41 | Oslo        | 28 czerwca 1936(dts) |
| Rekord olimpijski | Tommy Green | 4:50:10 | Los Angeles | 7 sierpnia 1932(dts) |

## Terminarz
| Data            |       | Godzina |
| --------------- | ----- | ------- |
| 5 sierpnia 1936 | Finał | 13:00   |

## Wyniki
| Poz. | Zawodnik            | Reprezentacja     | Czas      | Uwagi |
| ---- | ------------------- | ----------------- | --------- | ----- |
| 1.   | Harold Whitlock     | Wielka Brytania   | 4:30:41,4 | OR    |
| 2.   | Arthur Schwab       | Szwajcaria        | 4:32:09,2 |       |
| 3.   | Adalberts Bubenko   | Łotwa             | 4:32:42,2 |       |
| 4.   | Jaroslav Štork      | Czechosłowacja    | 4:34:00,2 |       |
| 5.   | Edgar Bruun         | Norwegia          | 4:34:53,2 |       |
| 6.   | Fritz Bleiweiß      | III Rzesza        | 4:36:48,4 |       |
| 7.   | Karl Reiniger       | Szwajcaria        | 4:40:45,0 |       |
| 8.   | Étienne Laisné      | Francja           | 4:41:40,0 |       |
| 9.   | Teodor Bieregowoj   | Polska            | 4:42:49,0 | [ 3 ] |
| 10.  | Anton Toscani       | Holandia          | 4:42:59,4 |       |
| 11.  | Evald Segerström    | Szwecja           | 4:43:30,4 |       |
| 12.  | Ettore Rivolta      | Włochy            | 4:48:47,0 |       |
| 13.  | Adrien Courtois     | Francja           | 4:49:07,0 |       |
| 14.  | Giuseppe Gobbato    | Włochy            | 4:49:51,0 |       |
| 15.  | Adolf Aebersold     | Dania             | 4:51:14,0 |       |
| 16.  | Herbert Dill        | III Rzesza        | 4:51:26,0 |       |
| 17.  | Tebbs Lloyd Johnson | Wielka Brytania   | 4:54:56,0 |       |
| 18.  | Mario Brignoli      | Włochy            | 4:58:12,0 |       |
| 19.  | Ryoji Naraoka       | Japonia           | 5:07:15,0 |       |
| 20.  | Vasile Firea        | Rumunia           | 5:09:39,0 |       |
| 21.  | Albert Mangan       | Stany Zjednoczone | 5:12:00,2 |       |
| 22.  | Cai Zhengyi         | Chiny             | 5:16:02,4 |       |
| 23.  | Ernest Koehler      | Stany Zjednoczone | 5:20:18,2 |       |
| 24.  | Zhou Yuyu           | Chiny             | 5:25:01,0 |       |
| 25.  | Zhang Zaojiu        | Chiny             | 5:26:54,2 |       |
| 26.  | Ernest Crosbie      | Stany Zjednoczone | 5:31:44,2 |       |
| -    | Jānis Daliņš        | Łotwa             | DNF       |       |
| -    | Joe Hopkins         | Wielka Brytania   | DNF       |       |
| -    | Ejner Bech          | Dania             | DNF       |       |
| -    | Arnolds Krūkliņš    | Łotwa             | DSQ       |       |
| -    | Dick Löf            | Szwecja           | DSQ       |       |
| -    | Friedrich Prehn     | III Rzesza        | DSQ       |       |
| -    | Gösta Grandin       | Szwecja           | DSQ       |       |
| -    | Václav Balšán       | Czechosłowacja    | DNS       |       |
| -    | František Jirásek   | Czechosłowacja    | DNS       |       |